# Чащина Ірина Вікторівна
Ча́щина Іри́на Вíкторівна (24 квітня 1982, Омськ, СРСР) — російська гімнастка (художня гімнастика). Срібна призерка Олімпійських ігор в Афінах (2004).

## Життєпис
Уже в 6 років Ірину, яка була пухленькою дівчинкою, відправили на художню гімнастику, музику і плавання. Попервах паралельно займалася спортом і музикою, мама дівчинки працювала музичним педагогом, але надалі Ірина обрала художню гімнастику. Дідусь, який був небайдужий до спорту, брав активну участь у розвитку внучки. За його допомогою Ірина опанувала складний для себе стрибок у висоту і вибилася в лідерки спортивної секції, де було 30 вихованок. У 8-річному віці юну спортсменку відзначили першою премією на змаганнях по Омській області.
Перша тренерка — Олена Миколаївна Арайс.
Після 4-х років тренувань почала займатися під керівництвом Заслуженого тренера Росії Віри Єфремівни Штельбаумс.
За два роки дівчинка увійшла до складу національної збірної з художньої гімнастики, і Чащина почала їздити на тренування до Москви. Серед перемог цього періоду — перше місце на Спартакіаді СНД, золото в першості Росії серед дівчат, третє місце на чемпіонатах Росії і Європи.
Із серпня 1999 року Ірина Чащина тренується в Центрі олімпійської підготовки під керівництвом Ірини Вінер.
2001 року разом з партнеркою по збірній Росії Аліною Кабаєвою була дискваліфікована на 2 роки за вживання допінгу. Після допінг-тесту на Іграх доброї волі 2001 року в австралійському Брисбені в аналізах російських гімнасток було виявлено фуросемід, який за своєю дією не належить до класичних допінгів, але заборонений WADA через здатність швидко виводити з організму допінг-препарати та скидати зайву вагу. Результати спортсменок на Іграх доброї волі та чемпіонаті світу 2001 року, де Кабаєва стала чемпіонкою, анулювали.
11 травня 2013 року в Барнаулі відкрилася спортивна школа з художньої гімнастики Ірини Чащиної. У церемонії відкриття школи взяли участь Заслужений тренер Росії Віра Штельбаумс та всесвітньо відомі гімнастки Ольга Капранова (Росія), Наталія Годунко (Україна), Любов Черкашина (Білорусь).
Освіта — Сибірський державний університет фізичної культури і спорту, Омськ.

## Творчість
• 2005 року Чащина видала свою книжку «Стати собою».
• 2006 року взяла участь у шоу «Танці на льоду». У парі з Русланом Гончаровим посіла третє місце.
• 2007 року Ірина представила публіці фітнес-програму «Гнучка сила» та Plastic Dance.
• 2008 року взяла участь у проекті «Цирк із зірками». Перемогу в цьому шоу Ірина Чащина розділила з актором Валерієм Ніколаєвим.
• 2009 року Чащина зіграла головну жіночу роль у повнометражному фільмі під назвою «Путь». Жанр кінострічки — бойовик.
• 2013 року у складі команди «Спортивна» брала участь у 6-му сезоні пригодницької телегри «Форт Боярд».
• 11 травня 2013 року відкрила власну школу з художньої гімнастики в Барнаулі.

## Спортивні досягнення
- Олімпійські ігри

• Срібна медаль у багатоборстві (XXVIII літній Олімпіаді, Афіни, Греція)
- Чемпіонати світу

• Осака, Японія (1999): золота медаль
• Будапешт, Угорщина (2003): золоті медалі (багатоборство та у складі команди), срібна медаль (булави), бронзова медаль (обруч)
• Баку, Азербайджан (2005): бронзові медалі (скакалка і булави)
- Чемпіонати Європи

• Сарагоса, Іспанія (1999): золота медаль
• Женева, Швейцарія (2001): золота медаль (скакалка), срібні медалі (обруч, м'яч, булави)
• Київ, Україна (2004): бронзова медаль (багатоборство)
• Москва, Росія (2005): золоті медалі (скакалка і булави)
- Всесвітні ігри

• Акіта, Японія (2001): золоті медалі (м'яч, скакалка, обруч, булави)
- Міжнародні турніри

• Перше місце на міжнародному турнірі, Корбель, Франція, 2001
• Перше місце на турнірі Invitational, Сан-Франциско, США, 2001
• Золоті медалі в багатоборстві і вправах зі скакалкою (Гран-Прі Девентер-2002, Нідерланди)
• Золоті медалі в багатоборстві і вправах з обручем і булавами (Гран-Прі Берлін-2002)
Заслужений майстер спорту Росії.